# قطع العلاقة
إن قطع العلاقة، والذي غالبًا ما يُشار إليه باسم الانفصال، هو إنهاء علاقة حميمة بأي وسيلة غير الموت. ويُطلق عادة على هذا الفعل «هجر [أحدهم]» في العامية عندما يبادر به أحد الشريكين. ومن المحتمل بدرجة أقل أن ينطبق هذا المصطلح على زوجين، حيث يُسمى الانفصال عادة بـ الانفصال أو الطلاق. وعندما ينفصل اثنان مخطوبان على وشك الزواج، فهذا عادة ما يُسمى بـ «فسخ الخطبة».
وتقول سوزي أورباخ (Susie Orbach) (عام 1992) أن إنهاء علاقات المواعدة والتعايش عيشة الأزواج يمكن أن يكون مؤلمًا بقدر الطلاق أو أكثر إيلامًا منه لأن هذه العلاقات غير الزوجية معترف بها اجتماعيًا بشكل أقل.

## النماذج
اقتُرحت عدة نماذج نفسية لشرح عملية قطع العلاقة، يُشير العديد منها إلى أن «إنهاء العلاقة يحدث على مراحل».

### المراحل التي تؤدي إلى الانفصال
يفترض إل لي (L. Lee) أن هناك خمس مراحل تقود في النهاية إلى الانفصال.
1. عدم الرضا – أحد أو كلا الشريكين يصبح غير راضٍ عن العلاقة
2. الإدراك – بشكل متبادل يصبح كلا الشريكين على علم بالمشاكل الموجودة في علاقتهما
3. المناقشة – كلا الشريكين يحاولان مناقشة المشاكل الموجودة من أجل التوصل إلى حل
4. القرار والتحول – كلا الشريكين يطبقان ما توصلا إليه من خلال المناقشات السابقة
5. الإنهاء – في حال فشل الحلول لتدارك المشاكل ولا يوجد أية حلول أخرى

### دورة الانفصال
حدد (Steve Duck) ستيف داك ست مراحل للانفصال. كالتالي:
1. عدم الرضا عن العلاقة
2. الانسحاب الاجتماعي
3. مناقشة اسباب الاستياء الحاصل
4. إنهاء العلاقة بشكل علني وواضح
5. ترتيب الذكريات لتصبح جزء من الماضي
6. خلق احساس جديد بقيمة المرء الاجتماعية كشخص مستقل

### العوامل التي تنبئ بالانفصال قبل الزواج
يحدد هيل (Hill) وروبن (Rubin) وبيبلو ((Peplau 5 عوامل تُنبئ بالانفصال قبل الزواج.
1. المشاركة غير المتكافئة في العلاقة
2. فارق السن
3. التطلعات التعليمية
4. الذكاء
5. التجاذب الجسدي

## نظرية الانفصال
في عام 1976، اقترحت عالمة الاجتماع ديان فوجان (Diane Vaughan) «نظرية الانفصال»، حيث تكون هناك «نقطة تحول» في ديناميكيات قطع العلاقة - وهي 'اللحظة الدقيقة التي يعلم فيها الشريكان أن «العلاقة قد انتهت»، عندما «تموت جميع المشاعر داخلهما»' - تليها فترة انتقالية يعرف فيها أحد الشريكين دون وعي أن العلاقة ستنتهي، ولكنه يتمسك بها لفترة طويلة، قد تصل حتى لسنوات.
واعتبرت فوجان أن عملية الانفصال هي عملية مختلفة للمبادر والمستجيب فتقول أن: الأول «يبدأ الحزن على فقدان العلاقة ويقوم بشيء مساوٍ لتكرار ما حدث، عقليًا وبدرجات متفاوتة، متعلقًا بالتجربة التي مر بها، في الحياة بعيدًا عن الشريك». أما الأخير فيجب عليه اللحاق بالركب، فتقول فوجان: 'من أجل نجاحهم في إنهاء العلاقة، يجب على الشريكين إعادة تحديد المبادر والعلاقة بشكل سلبي، بما يجيز لهما الانفصال'.
ونتيجة لذلك، فإنه وفقًا لفوجان 'يتضمن الخروج من أحد العلاقات إعادة تعريف الذات على عدة مستويات: في الأفكار الخاصة بالفرد وبين الشريكين وفي السياق الاجتماعي الأكبر الذي توجد به العلاقة'. كما أنها اعتبرت «انفصال الشريكين مكتملاً عندما يُعرّف الشريكان أنفسهما على أنهما منفصلان ومستقلان عن بعضهما البعض ويعرّفهم الآخرون أيضًا بذلك - عندما لا يعُد كونهما شريكين مصدرًا رئيسيًا في تحديد هويتهما».

## مراحل الحزن
تكتب سوزان جاي إليوت (Susan J. Elliott) ، مستشارة حالات الحزن وخبيرة الانفصال، أن مشاعر الحزن بعد الانفصال لا تختلف في جوهرها عن تلك الخاصة بأي عملية حزن. ويشير بحثها إلى أن بيفيرلي رافاييل (Beverley Raphael) هي من ربطت عملية الحزن بـ «مراحل» بدلاً من «درجات». وتكتب إليوت، التي أجرت أبحاثًا عن الحزن بشكل موسع، أن مراحل الحزن على الانفصال هي «الصدمة وعدم التصديق» و«مراجعة النفس والتخلي المؤلم عن العلاقة» وأخيرًا «إعادة توجيه النفس والاندماج والقبول». وربما يتخطى الشريكان أيًا من هذه المراحل الثلاثة أو يكررها أو يُعيد ترتيبها، وفقًا لحالة الشريك وشخصيته.

## الإحصائيات
وفقًا لجون فيتّو (John Fetto)، وجدت إحدى الدراسات الاستقصائية، التي أجرتها مؤسسة «نيشن» الإلكترونية، أن ما يقرب من ثلث الأمريكيين قد مروا بتجربة الانفصال في السنوات العشرة الماضية. كما أنه وجد أن كلما كان الشخص أصغر سنًا، كان، على الأرجح، أكثر مرورًا بأكثر من تجربة انفصال في العقد الأخير. ويُعتقد أن السبب في ذلك يرجع إلى أن الشباب أكثر نشاطًا في المواعدة من الأجيال الأكبر سنًا، وبرغم ذلك قد يتغير هذا السبب بتزايد معدل الطلاق. وهذا يجعل تجربة الانفصال واحدةً من أكثر التجارب العاطفية شيوعًا في المجتمع الحديث.

## التعافي
اعتمادًا على الارتباط العاطفي، يمكن أن تكون عملية التعافي من الانفصال عملية طويلة ذات مراحل متعددة، والتي قد تشمل: اتخاذ الوقت الكافي للتعافي وتحسين مفهوم العلاقات داخل الشخص، وأخيرًا، إيجاد الحافز الضروري لإخراج الانفصال نفسه من الذهن.
وتعتقد لوري هيلجو (Laurie Helgoe) أنه، «من خلال التخلي عن الماضي، يمكنك الدخول في علاقات جديدة بمنظور جديد ورؤية أكثر وضوحًا». حيث يساعد إخراج العلاقة السابقة والشخص، بشكل فعلي، من حياة المرء على منع كليهما من الظهور مرة أخرى باستمرار في الحياة اليومية. حيث يخصص، إخراج العلاقة والشخص من العقل والأفكار اليومية، مساحة أكبر للتفكير في الأمور الهامة الأخرى، وتشمل العلاقات المستقبلية.
يُؤكد علم النفس الإيجابي على الجانب الإيجابي في قطع العلاقة، على سبيل المثال، تؤكد الأبحاث التي أجريت في هذا الصدد على أن "الطلاب أفادوا بحدوث خمسة تغييرات إيجابية في حياتهم من الانفصال مقابل كل تغيير سلبي واحد"، (على الرغم من أن "النساء أوضحن شعورهن بمزيد من النضوج بعد قطع العلاقة أكثر مما شعِر الرجال). وبمجرد التحرر من 'المواساة غير المعلنة لعلاقة الشراكة'، فيجب على الأعزب حديثًا رؤية نفسه/نفسها كـ "شخص منفصل في العالم، يواجه مستقبله وحده، ويجب عليه اتخاذ خياراته الخاصة من الوضع الجديد للحرية غير المرغوب فيها". فيُنظر إلى الانفصال على أنه فرصة، حيث "تعتبر هذه العملية، التي تتمثل في إعادة اكتشاف الذات وزيادة استقلال النفس، هامة لأي شخص يعاني من الانفصال في علاقة رومانسية".